# 交響曲第92番 (ハイドン)

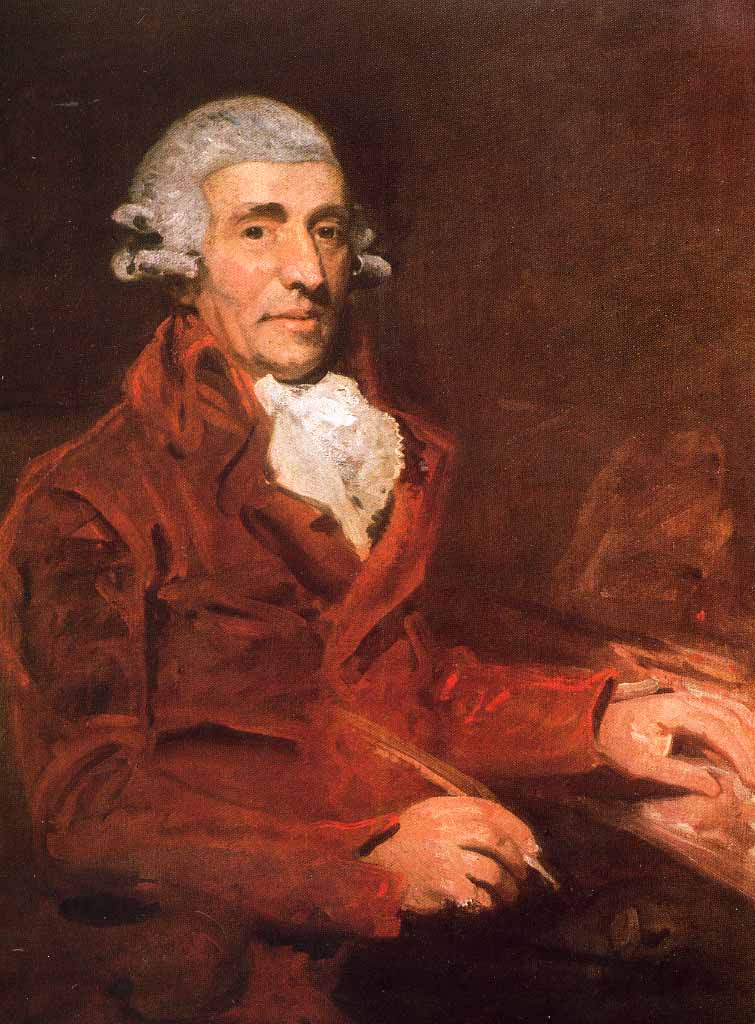
フランツ・ヨーゼフ・ハイドン（1791年、ジョン・ホプナー画）

交響曲第92番 ト長調 Hob. I:92 は、フランツ・ヨーゼフ・ハイドンが1789年に完成させた交響曲。『オックスフォード』（Oxford）の愛称で知られる。

## 概要
第90番から本作までの3曲の交響曲（これらの交響曲は、フランスのドーニ伯爵（Comte d´Ogny）からの依頼で作曲されたため『ドーニ交響曲』とも呼よばれる。詳しくは「交響曲第90番 (ハイドン)」を参照）のうち、最も演奏されている作品である。作品は全般的にハイドンならではの素朴な温かさとおおらかなユーモアに満たされている。それでいて転調やリズムの創意も明らかである。

### 愛称の由来

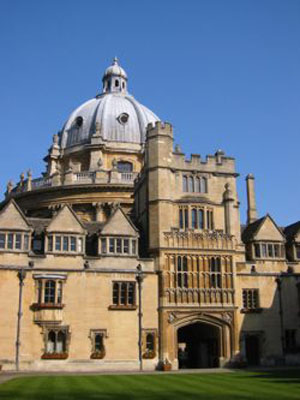
オックスフォード大学・ブレーズノース校

本作が『オックスフォード』と呼ばれるのは、1791年にオックスフォード大学における名誉博士号の授与式でハイドンがこれを指揮したと伝えられているためであるが、この愛称はちょっとした呼び間違いである。というのも本作は、本当はそれ以前のパリ初演のために作曲され、かつて「パリ交響曲」を依嘱したドーニ伯爵に献呈されているからである。ハイドンは、最初のロンドン入りの直後に学位を授与されているが、そのときハイドンはまだ、後にイングランドのために書き上げることになる「ロンドン交響曲」には手を着けていなかった。だから学位授与式には、最近完成した交響曲を携えて行ったというわけである。
オックスフォード大学におけるハイドンの出演は、彼の50代後半以降における国際的な成功の象徴であった。ハイドンの名誉博士号の授与を提案し決定したのは、この大学で音楽博士号を取得したチャールズ・バーニー博士であった。ハイドンのロンドンからの到着が遅れたため、リハーサルの時間がなかったことから、彼はオックスフォードの演奏者がすでに馴染んだ交響曲を演奏することになった。しかし、式典の後の演奏会のために実際にどの交響曲が選ばれたのか、本当は分かっていない。
実際は、ハイドンは学位を受けるために、オックスフォードで3つの演奏会を指揮することを求められていた。リハーサルは2日目の朝に設定され、その夜には「オックスフォード」として知られているこの交響曲が演奏され、それ以前に行われたロンドンでのヨハン・ペーター・ザーロモン主催の演奏会と同様に好評をもって迎えられた（ザーロモンは、後にハイドンが書いた「ロンドン交響曲」全12曲の演奏会の主催者である）。
また現在では呼ばれないものの、古くは『Q字』（Letter Q）の愛称で呼ばれることもあったが、これは第88番『V字』などと同様に、ハイドンの生前にロンドンのフォースター社からハイドンの交響曲選集の第2集（全23曲）を出版した際に、各曲に「A」から「W」までのアルファベット一文字からなる整理用の番号が印刷されていたのが愛称としてそのまま残ったものである。

## 楽器編成
フルート1、オーボエ2、ファゴット2、ホルン2、トランペット2、ティンパニ2、弦五部。

## 曲の構成
全4楽章、演奏時間は約27分。
- 第1楽章 アダージョ - アレグロ・スピリトーソ
ト長調、4分の3拍子、ソナタ形式。
お使いのブラウザーでは、音声再生がサポートされていません。音声ファイルをダウンロードをお試しください。
お使いのブラウザーでは、音声再生がサポートされていません。音声ファイルをダウンロードをお試しください。
安定性と不安定性を強く対照させることによって、各部が区別される。ゆったりとした序奏部は主調であるト長調に始まり、平行短調に転調した後、さらに属調に転調する。
第1主題は主調であるが属七の和音で始まる。これは当時の交響曲としては非常に珍しいが、ハイドンのユニークな作曲技法の一面を見せている。後の部分にもこの第1主題の動機がしばしば反復されているため、この交響曲は単一主題であるとも言われる。第1主題の後で転調し、属調となる。
第2主題は序奏部の動機から始まるが、属調で演奏される。第2主題の提示前に、短調の部分が入る。提示部は最後まで属調で通される。展開部では、提示部の主題が「展開」され装飾される。また休符や沈黙と同じくらい、変形したり脱線したりする部分が入っている。こうした展開技法はすべてハイドンの特徴といえるものである。その上、古い形の対位法が駆使され、交響曲の形式美を高めている。

- 第2楽章 アダージョ
ニ長調、4分の2拍子、三部形式。
お使いのブラウザーでは、音声再生がサポートされていません。音声ファイルをダウンロードをお試しください。
ゆったりとした歌曲的な楽章である。しかし、激しい短調の中間部が加わっていることには、ハイドンの非凡さがみられる。

- 第3楽章 メヌエット：アレグレット - トリオ
ト長調、4分の3拍子、複合三部形式。
お使いのブラウザーでは、音声再生がサポートされていません。音声ファイルをダウンロードをお試しください。
お使いのブラウザーでは、音声再生がサポートされていません。音声ファイルをダウンロードをお試しください。
「A-B-A」の形式による。メヌエットとトリオは共に二部形式でそれぞれが繰り返される。
一般的にメヌエットは4つの楽節からなるのに対し、本作のメヌエットはより面白くするために6つの楽節から構成され、シンコペーションや全休止も含まれるが、こうした特徴はハイドンの時代にはとても珍しい手法であった。

- 第4楽章 フィナーレ：プレスト
ト長調、4分の2拍子、ソナタ形式。
お使いのブラウザーでは、音声再生がサポートされていません。音声ファイルをダウンロードをお試しください。
ソナタ形式で書かれているが、緊張感と緩みを伝え、最後のクライマックスを築くために第1楽章より速く短くなっている。